# Mesoleius subroseus
Mesoleius subroseus är en stekelart som beskrevs av Thomson 1888. Mesoleius subroseus ingår i släktet Mesoleius och familjen brokparasitsteklar. Arten är reproducerande i Sverige. Inga underarter finns listade i Catalogue of Life.